# Georges Aymé
Pour les articles homonymes, voir Aymé.
Georges Albert Aymé (Gray, 27 décembre 1889 – Paris 5e, 25 janvier 1950), est un officier général français.

## Biographie
Né à Gray dans la Haute-Saône, il est le fils d'un brigadier du 1er régiment de dragons Faustin Joseph Aymé (1859-1947) et de Marie Adèle Emma Monamy (1863-1904).
Il est le frère aîné de Marcel Aymé (1902-1967).
Georges Aymé intègre l'École spéciale militaire de Saint-Cyr en 1908 (promotion de Mauritanie).
En 1911, il en sort 160e sur 210 élèves et intègre le 7e régiment d'infanterie coloniale (RIC) en qualité de sous-lieutenant.
En juillet 1912, il passe au 3e régiment de tirailleurs sénégalais (RTS) en Côte d'Ivoire (Afrique-Occidentale française où il devient lieutenant le 1er octobre 1912.
Il est cité à l'ordre de l'armée le 30 octobre 1913 : 

« A fait preuve d'énergie et d'initiative et de brillantes qualités manouvrières au cours des opérations dans le Hale (Côte d'ivoire) et en particulier dans l'attaque du village de Dampleu. »

### Première Guerre mondiale
Rapatrié en métropole en octobre 1914, il intègre le 1er régiment de marche d'infanterie coloniale le 4 novembre 1914.
En novembre 1915, il est promu capitaine dans le même régiment devenu le régiment d'infanterie coloniale du Maroc.
Il est blessé à la cuisse devant Ypres le 21 avril 1916, puis à la poitrine au cours de la bataille de Verdun, le 8 juin 1916.
Pendant la tentative de reprise du fort de Vaux, le capitaine Aymé obtient une citation à l'ordre de l'armée : 

« Officier d'une énergie et d'un sang froid exceptionnel n'a pas hésité pour exalter le courage de ses hommes avant un assaut de monter sur le parapet de la tranchée pour haranguer sa troupe.
Le 8 juin 1916 blessé grièvement et dans l'impossibilité de marcher a néanmoins conservé le commandement de sa compagnie pendant deux jours dans un élément de tranchée où le ravitaillement était rendu impossible par le feu des mitrailleuses et par un bombardement continu.
Déjà blessé et trois fois cité au cours de la campagne. »

— Journal officiel du 17 août 1916.
Fin avril 1917, le capitaine Aymé est transféré au Tchad (AEF).
Il est de retour en métropole le 2 mars 1918.

### Entre-deux guerres
Le 25 juin 1931, il est promu lieutenant-colonel, au sein de la 3e division d'infanterie coloniale.
Il se marie à Paris, le 7 juillet 1931 avec Alix Angèle Marguerite Hava.
Colonel le 25 décembre 1934, il prend le commandement du 1er régiment colonial en Indochine.
De septembre 1938 à fin 1939, il est secrétaire-général du Conseil supérieur de la Défense nationale. 

### Seconde Guerre mondiale
Le 13 mars 1940, il est promu général de brigade à la tête de la 3e division d'infanterie coloniale.
Le 1er juin 1940, le général Aymé prend le commandement de la 10e division d'infanterie.
Durant la bataille de France, il est cité à l'ordre de l'armée : 

« Commandant la 10e division, officier général jeune, actif et ardent.
Ayant reçu l'ordre de tenir sans esprit de recul sur l'Aisne, a résisté le 9 juin 1940 aux violent assauts de l'ennemi, obtenant de ses troupes qu'elles se sacrifient pour remplir leur mission.
A réussi à conserver dans nos lignes quelques éléments qui avaient échappé à l'étreinte ennemie. »

Du camp de Rivesaltes, il rejoint les troupes coloniales sur les côtes de Somalie.
En octobre 1940, il prend le commandement du point d'appui de Saïgon et de la division de Cochinchine-Cambodge.
Fin décembre 1940, il est nommé au commandement de la division du Tonkin à Hanoï, en remplacement du général Pellet.
Chevalier de la Légion d’honneur depuis août 1916, il est promu commandeur de l'ordre le 18 juillet 1941.
Le 23 juillet 1944, il est promu, par le régime de Vichy, général de corps d'armée commandant supérieur des troupes d'Indochine en remplacement du général Mordant, atteint par la limite d'âge,. 
En août 1944, le régime de Vichy s'écroule en France métropolitaine, et le Gouvernement provisoire de la République française (GPRF), présidé par le général de Gaulle, incarne désormais le pouvoir au sein de la République française. De fait, Georges Aymé devient le principal collaborateur de Mordant, chef officieux des réseaux de résistance contre les Japonais et représentant clandestin en Indochine du Gouvernement provisoire de la République française (GPRF),. 
Il est arrêté par la Kenpeitai à Hanoï à la suite du coup de force japonais du 9 mars 1945 et fait prisonnier de guerre,. Il est libéré après la capitulation japonaise.
Il est admis en 2e section (retraite) le 1er mars 1946.
Georges Aymé meurt à l'hôpital du Val-de-Grâce (5e arrondissement de Paris) le 25 janvier 1950  de suites d'une maladie aggravée au cours de son internement.
Il est reconnu « mort pour la France ».

## Décorations
- Commandeur de la Légion d'honneur (arrêté du 18 juillet 1941)
- Croix de guerre 1914-1918, palme de bronze (deux citations à l'ordre de l’armée et deux citations l’ordre de la division)
- Croix de guerre 1939-1945, palme de bronze (une citation à l'ordre de l’armée)
- Croix de guerre des Théâtres d'opérations extérieurs (une citation à l’ordre de la division)
- Médaille commémorative de la guerre 1914-1918
- Insigne des blessés militaires
- Ordre de la Francisque[14].